# Possession (film 2009)
Possession è un film del 2009 diretto da Joel Bergvall e Simon Sandquist.
Pellicola di genere thriller con protagonisti Sarah Michelle Gellar e Lee Pace, remake del film sudcoreano Addicted (Jungdok) del 2002, diretto da Park Young-hoon. Per tale motivo in fase di lavorazione questo progetto era noto con il titolo di Addicted.

## Trama
Jess e Ryan sono sposati: la loro sembra essere una felice storia d'amore, travagliata però dalla presenza del fratello di lui, Roman uomo dall'identità sinistra. Mostrandosi scettica e infastidita dalla convivenza con il cognato, Jess esprime il proprio disappunto al marito, che si convince a dover parlare con Roman riguardo ad una sua prossima sistemazione. Roman, al corrente di questo fatto, prepara la sua roba e lascia la casa. Per una strana coincidenza avverrà un incidente stradale in cui sono coinvolti entrambi i fratelli, che viaggiavano in direzioni opposte.
Dopo alcune settimane Roman si sveglia dal coma, ma la persona che si sente di essere non è quella appartenente a quel corpo. Roman è convinto di essere suo fratello Ryan e qualsiasi cosa, primi tra tutti i ricordi del fratello, lo dimostra. Jess si troverà a dover investigare sull'identità di un uomo, lontano da ogni traccia che ella trova.

## Distribuzione
Il film che inizialmente era stato prodotto dalla Yari Film Group per una distribuzione nelle sale americane, è stato acquistato dalla 20th Century Fox Home Entertainment  dopo le travagliate difficoltà finanziarie della prima società.
La pellicola è uscita nelle sale in Portogallo nel luglio 2009, mentre per il mercato statunitense è stato reso disponibile direttamente per il mercato Home-video a partire dal marzo 2010. Anche in Italia il film è stato distribuito direttamente in home video nel mese di aprile 2012.